# Matías Espinoza
Matías David Espinoza Acosta (ur. 19 września 1997 w Asunción) – paragwajski piłkarz występujący na pozycji lewego obrońcy, reprezentant Paragwaju, od 2018 roku zawodnik Libertadu.
Jego brat Pablo Espinoza również jest piłkarzem.